# Los Priscos
Los Priscos était un groupe de criminels au service du cartel de Medellín qui a participé au conflit armé en Colombie dans les années 1980 et au début de la décennie suivante. Ils ont été accusés d’avoir participé à plusieurs magnicides perpétrés en Colombie. À son apogée, l'organisation a recruté plus de 300 hommes pour exécuter des enlèvements, des attentats terroristes et des assassinats.
Le groupe tirait son nom de ses organisateurs, quatre frères de la famille Prisco : Armando Alberto, Eneas, José Rodolfo et David Ricardo, ainsi que John Jairo Arias alias 'Pinina'. Ce dernier, bien qu’il ne soit pas l’un des frères Prisco, faisait partie du groupe de tueurs à gages et en était le leader, car il était le principal chef sicario de plus haut rang du Cártel de Medellín, et également en raison de la grande fraternité, de la relation et de la proximité qu’il entretenait avec les frères Prisco. Le cinquième frère, Conrado Antonio, ne se consacrait pas à des activités criminelles, car il était un médecin exerçant sa profession. En Colombie, Prisco est un nom de famille peu commun.
Los Priscos ont été impliqués dans tous les assassinats et attentats importants qu’a ordonnés le chef du Cartel de Medellín, Pablo Escobar, entre 1984 et 1990,. Les frères ont été liés aux assassinats du ministre de la Justice Rodrigo Lara Bonilla, du directeur de El Espectador, Guillermo Cano Isaza ; du magistrat Hernando Baquero Borda ; du juge supérieur Tulio Manuel Castro Gil ; du procureur général Carlos Mauro Hoyos ; du gouverneur de Antioquia, Antonio Roldán Betancur ; du colonel Valdemar Franklin Quintero, du colonel Jaime Ramírez, du chef de la section de transit de Medellín, Mauro Alfredo Benjumea ; des magistrats du tribunal de cette même ville, Álvaro Medina Ochoa et Gustavo Zuluaga Serna, ainsi que d’un attentat contre le représentant à la Chambre Alberto Villamizar, entre autres crimes,.
Ce groupe criminel a été démantelé le 22 janvier 1991, lorsque David Ricardo Prisco, chef de l'organisation, est mort le même jour que son frère Armando, lors de deux opérations distinctes menées par la Police nationale à Medellín et à Rionegro, respectivement. C’étaient les deux derniers frères délinquants encore en vie.

## Histoire

### Débuts

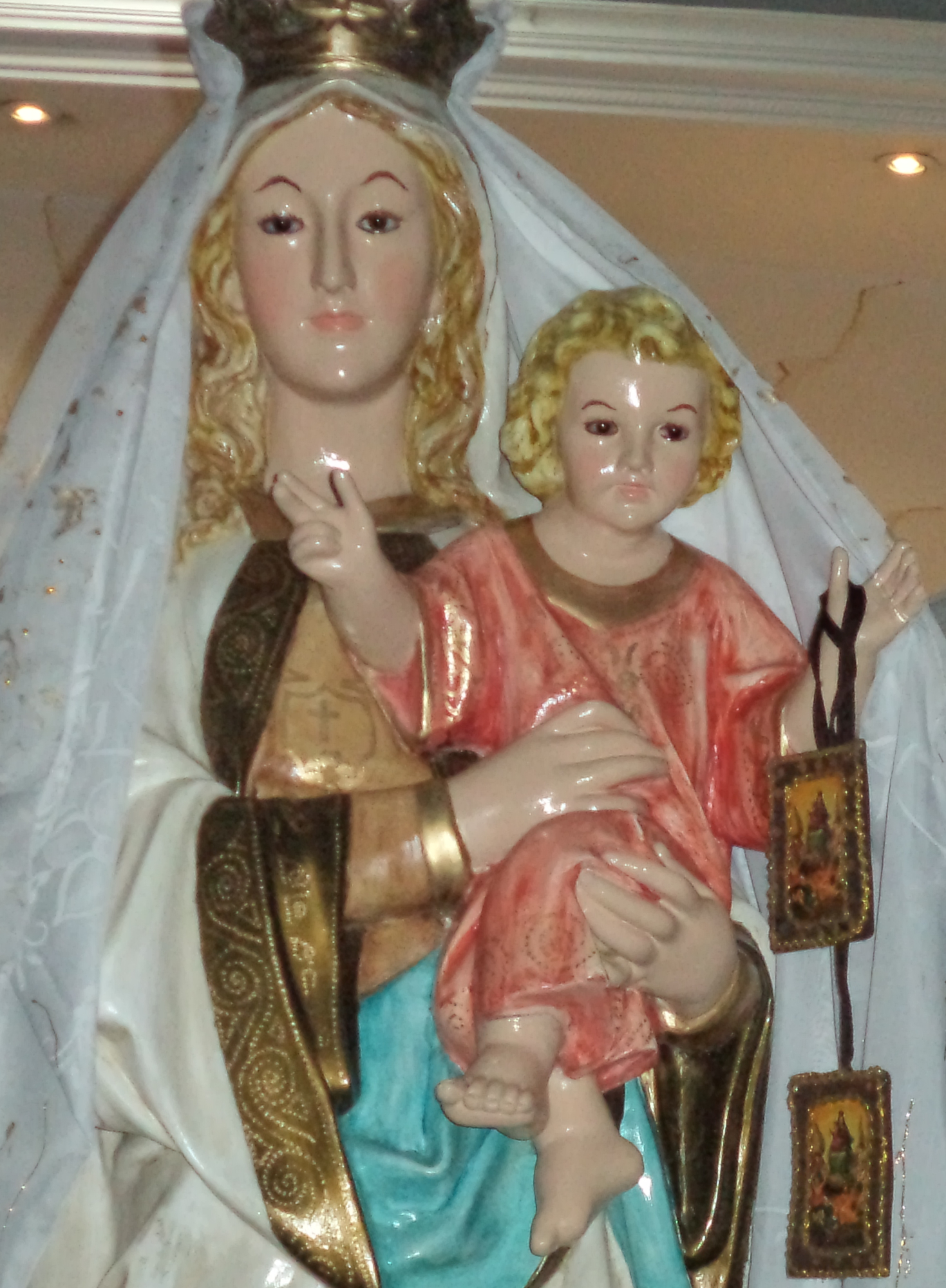
À Medellín à cette époque, l’advocación mariana était fréquente chez les narcotrafiquants et les assassins, comme le montre le roman La Vierge des tueurs,.

En 1980, Ricardo Prisco, alias Chino ou Richard, fut capturé à Pereira par la Police nationale et remis à un juge qui l'inculpa pour vol de véhicules. Après avoir recouvré la liberté, il fut recruté dans le Cartel de Medellín sur ordre exprès de Pablo Escobar. Par la suite, Prisco se lia à Escobar et lui jura une fidélité inconditionnelle : « Avec vous jusqu’à la mort », écrivait-il souvent dans les messages qu’il lui adressait.
Son frère Armando Prisco fut capturé en juin 1982 et remis à un tribunal de Medellín. Il passa deux ans en prison à Bellavista de Medellín, accusé d’avoir participé à une attaque contre un agent de police dans la commune d’Aranjuez (Medellín).
Le 5 février 1983, Ricardo fut de nouveau capturé par les autorités, cette fois pour le crime d’homicide. Après avoir été relâché, il fut arrêté de nouveau le 11 août 1984, mais libéré peu de temps après.
Ricardo Prisco jouissait d’une certaine popularité parmi les habitants d’Aranjuez. Cette sympathie était due en partie au fait qu’il cambriolait des magasins et revendait les produits à bas prix aux habitants de son quartier, qu’il avait un compte ouvert dans un supermarché d’Aranjuez pour fournir des vivres aux familles pauvres, et qu’il aidait financièrement des étudiants défavorisés. Ce quartier était la base de la bande, et selon l’écrivain Gilmer Mesa, « c’étaient eux qui résolvaient les conflits familiaux et qui finançaient les fêtes ». Autrement dit, Los Priscos « représentaient la figure prédominante des 'bandits' dans le quartier et, même si on ne voyait pas toujours leur visage, leur présence était omniprésente ».
Avec l’argent obtenu grâce à leurs premiers crimes, les frères firent ériger une statue de la virgen del Carmen dans leur maison du quartier Aranjuez. Certains proches affirmaient qu’avant de commettre un crime, les Prisco s’en remettaient à la Vierge et lui allumaient des cierges.

### 1984 - 1987
Les Priscos commencèrent à émerger comme organisation après l’assassinat de Rodrigo Lara Bonilla, ministre de la Justice, en avril 1984.
Le 23 juillet de l’année suivante, les Priscos assassinèrent à Bogotá le juge Tulio Manuel Castro Gil, qui avait émis un mandat de détention contre le chef du Cartel de Medellín, Pablo Escobar, pour la mort du ministre Lara. Mais ce n’est qu’en novembre 1986 que, pour la première fois, les médias révélèrent l’existence des Priscos, à la suite des enquêtes sur l’assassinat du magistrat Hernando Baquero Borda. L’organisation criminelle était partie de Medellín, les sicaires venaient de cette ville et l’opération avait été dirigée par David Ricardo Prisco.
Au milieu de l’escalade de violence du groupe, cette même année, Eneas Prisco, alias "El Negro", fut assassiné dans la commune Manrique (Medellín).
Baquero avait survécu à la prise du Palais de Justice par le groupe de guérilla M-19 le 6 novembre 1985. Cependant, huit mois après ces événements, le 31 juillet 1986, Baquero Borda fut assassiné en réponse à sa volonté de maintenir le traité d’extradition au sein de la Cour Suprême de Justice de Colombie.
Alors que Baquero se dirigeait en voiture vers la Cour Suprême, plusieurs sicaires qui l’attendaient à l’intersection de la rue 127 et de la transversale 55, l’attaquèrent à coups de mitraillettes et de pistolets. Le magistrat, assis à côté de son épouse à l’arrière du véhicule, réussit à sortir par la portière gauche, mais selon certains témoins, il fut achevé au sol. Deux autres personnes moururent dans l’attaque : un passant de 17 ans et un garde du corps, tandis que l’épouse du magistrat reçut plusieurs balles à l’épaule droite et à une main. Un policier et le chauffeur du magistrat furent également blessés.

#### Assassinat de Guillermo Cano Isaza

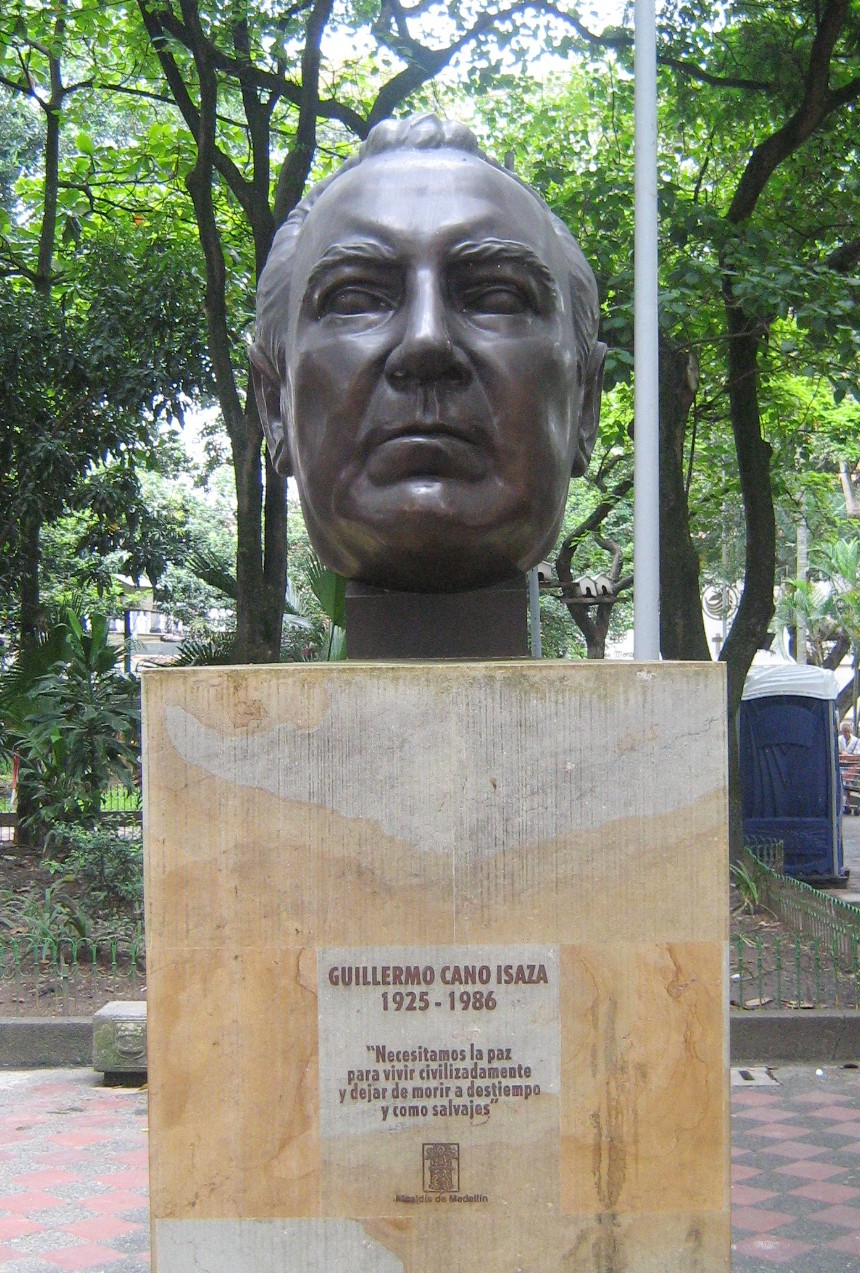
Buste de Guillermo Cano Isaza à Medellín.

Selon les enquêtes du Departamento Administrativo de Seguridad (D.A.S), principal centre de renseignement d’État de la Colombie à l’époque, les auteurs matériels de l’assassinat du directeur du journal El Espectador, Guillermo Cano Isaza, furent les Priscos. Les faits eurent lieu à Bogotá le 17 décembre 1986.
En décembre 1987, quelques jours avant le premier anniversaire de l’assassinat de Cano, le juge chargé de l’affaire inculpa Pablo Enrique Zamora, alias El Rolo, María Ofelia Saldarriaga et d’autres membres des Priscos.
Entre mars et août 1988, la juge Consuelo Sánchez Durán reconstitua le dossier contre les assassins de Cano. En désignant les Priscos comme le groupe principal d’exécutants, elle conclut qu’ils étaient également responsables de l’assassinat du ministre de la Justice, Rodrigo Lara Bonilla, en 1984, et de la mort du directeur de la police antinarcotique, Jaime Ramírez, en 1986.
Cela n’empêcha pas les Priscos d’assassiner, le 29 mars 1989 à Bogotá, l’avocat et journaliste Héctor Giraldo Gálvez, représentant de la partie civile dans l’enquête sur l’assassinat de Cano.

#### Guerre intestine

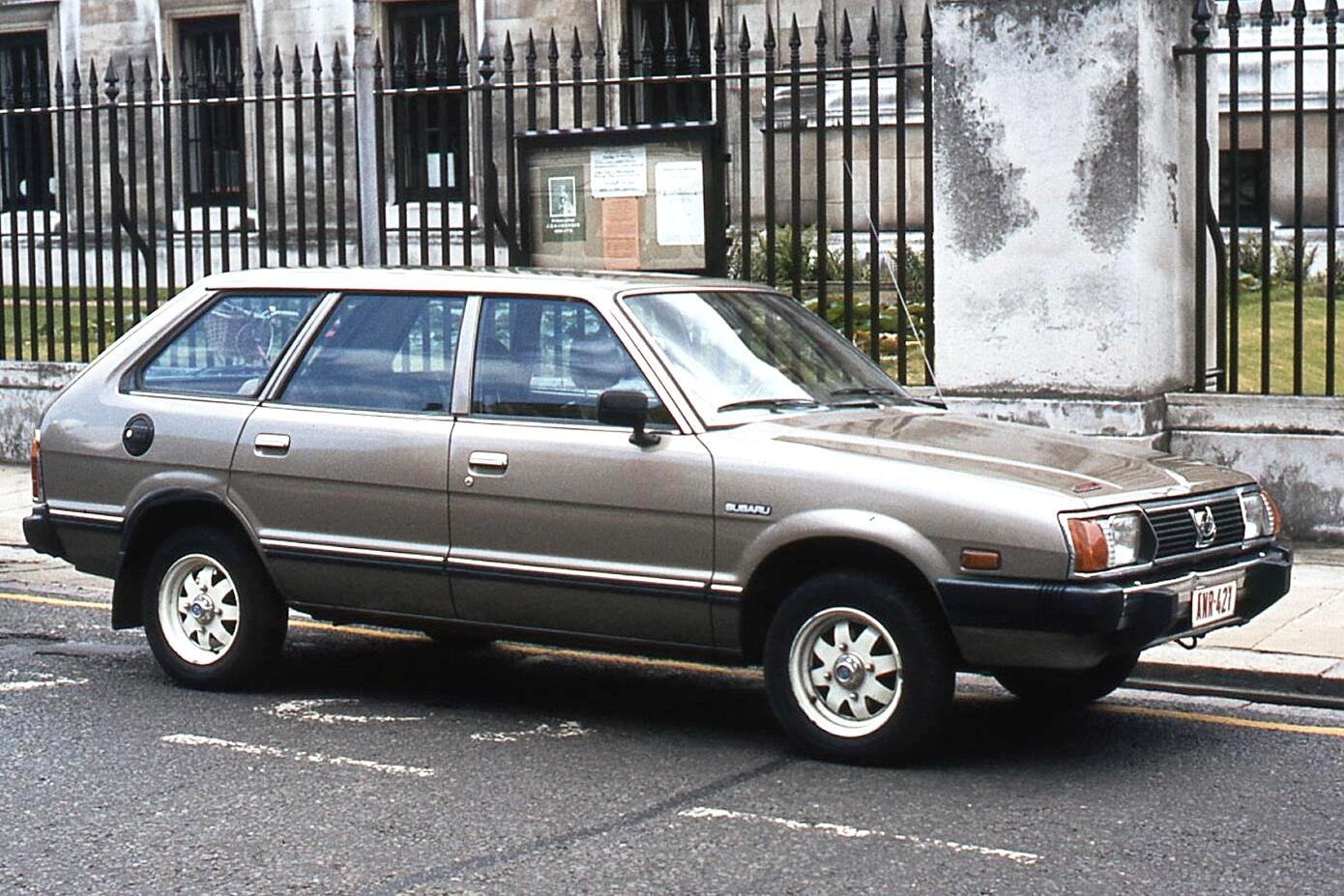
Camionnette Subaru similaire à celle que conduisait Cano au moment de sa mort.

Dans les six mois suivant l’assassinat de Guillermo Cano, les Priscos menèrent une série de "règlements de comptes" internes, entraînant l’exécution de plusieurs de leurs membres. Le principal suspect d’avoir tiré sur Cano fut tué, ainsi que d’autres membres du groupe criminel. La guerre intestine éclata début 1987 à Medellín, dans ses environs et dans le Valle del Cauca.
L’échec d’un premier plan visant à assassiner Cano à midi, obligea à ce que, dans l’attentat final perpétré de nuit, intervienne un autre tireur à moto. Luis Eduardo Osorio, alias "La Guagua", initialement désigné pour tuer Cano, laissa la mission à Álvaro García, alias "El Zarco". Ainsi, à dix-neuf heures quinze, alors que la pick-up Subaru de Guillermo Cano tournait devant le siège du journal El Espectador pour se diriger vers le nord de la ville, García apparut à l’arrière d’une moto, le visage couvert d’une écharpe. Rapidement, le criminel descendit de la moto et tira une rafale de mitraillette sur Cano. Ensuite, García remonta sur la moto et s’enfuit avec le conducteur vers le nord par la avenue Carrera 68.
Quelques jours avant l’attentat, deux hommes rôdaient autour du siège de El Espectador, portant des sacs à dos dans lesquels ils transportaient vraisemblablement des armes. L’un était Castor Emilio Montoya, alias "Quimilio", également impliqué dans la mort du magistrat Hernando Baquero Borda et qui faisait le lien entre les sicaires et les frères Prisco. L’autre était Edison Harvey Gil, alias "Moquis", conducteur de la moto utilisée dans l’attentat raté avec "La Guagua".
Au moment de l’attentat, García fit une erreur qui permit aux enquêteurs de l’identifier comme l’auteur matériel : après avoir tiré et en regagnant la moto, son écharpe tomba, laissant son visage visible à plusieurs témoins. Grâce à cela, le portrait-robot réalisé par les autorités fut unanimement reconnu par les témoins.
Les auteurs de la mort de Cano retournèrent à Medellín, et quelques jours plus tard, des désaccords surgirent entre García, Osorio et les frères Prisco, notamment sur le paiement promis : environ trois millions et demi de pesos colombiens de l’époque pour chaque tueur. Osorio voulait être payé comme s’il avait exécuté l’attentat. Les frères Prisco refusèrent, affirmant que seul García avait tiré.
S’ensuivirent plusieurs tentatives d’assassinat contre Osorio, qui parvint à se défendre, tuant même des membres de la bande de ses anciens chefs. La dernière tentative survint dans la prison pour femmes de Medellín, lors d’une visite à sa femme détenue. Plus tard, pour fêter sa libération, Osorio se rendit dans un hôtel de luxe à San Jerónimo (Antioquia), où vingt hommes des Priscos l’attaquèrent. "La Guagua" tenta de fuir en sautant une barrière, mais fut atteint et tué par quarante balles.
Dix jours plus tard, le 18 février 1987, García reçut un appel d’un prétendu ancien membre des Priscos, lui proposant une affaire. García se rendit à Cali, mais selon les enquêteurs, il tomba dans un piège. Son corps fut retrouvé quelques jours plus tard à Palmira.
À la suite de cette guerre entre tueurs, Gil fut également assassiné, ainsi que le conducteur de la moto de "El Zarco".
Au cours de l’enquête, les détectives trouvèrent un compte bancaire au nom de María Ofelia Saldarriaga, mère de El Zarco, contenant trois millions de pesos colombiens et un chèque à l’ordre d’Osorio. Ces documents, ainsi que les interrogatoires, permirent aux enquêteurs de relier les indices laissés par les auteurs du meurtre de Cano et de conclure que les organisateurs du crime étaient les Priscos.

#### Mort de José Rodolfo Prisco
José Rodolfo Prisco est mort à l'âge de 32 ans lors d'un affrontement armé avec des membres du Departamento Administrativo de Seguridad (DAS) à Bogotá en juillet 1987. De cette manière, les autorités ont déjoué deux attentats que Los Priscos planifiaient à Bogotá. L’un était prétendument dirigé contre le juge enquêtant sur l’assassinat de Guillermo Cano Isaza, et l’autre contre une personne dont l'identité n’a pas été révélée par les autorités.
Trois de ses complices sont tombés aux côtés de Prisco. Les criminels étaient arrivés dans la ville à dix-sept heures trente ce jour-là et s’étaient enregistrés sous de fausses identités à l’Hotel Plaza dans le nord de la ville. Les assassins avaient élaboré un plan du lieu où ils devaient commettre un attentat contre un éleveur dont les activités faisaient l'objet d'une enquête des autorités.
Les criminels ont été tués vers vingt-deux heures trente, dans la rue 127, en face de l’endroit où avait été abattu le ministre Rodrigo Lara Bonilla en 1984. Les quatre délinquants circulaient à bord d’un véhicule Mazda loué lorsqu’ils ont été interceptés par les autorités pour vérification d'identité. C’est à ce moment qu’ils ont ouvert le feu sur les agents, qui ont riposté et les ont abattus.
Le camion transportant les corps vers l’Institut National de Médecine Légale a été intercepté à deux reprises par un véhicule tout-terrain qui semblait vouloir récupérer les cadavres.
À l’époque, la police a estimé que la mort de José Rodolfo Prisco constituait un coup fatal pour l’organisation, car il était considéré comme l’éminence grise de Los Priscos. « C’était lui qui planifiait les coups, qui décidait des armes à utiliser, des méthodes de filature des victimes, des itinéraires de fuite ». De son côté, le D.A.S. a estimé que Los Priscos comptaient entre 60 et 100 membres.

### 1988 - 1991

#### Assassinat de Carlos Mauro Hoyos
Carlos Mauro Hoyos, procureur général de la Nation, a été assassiné par le cartel de Medellín le 25 janvier 1988. Il existe relativement peu d’informations sur cette affaire. Cependant, Los Priscos ont été liés à ce crime par les autorités.

#### Affaire Roldán Betancur
Ce crime a eu lieu le 4 juillet 1989, lorsqu’une voiture piégée a explosé au moment où le véhicule du gouverneur d’Antioquia, Antonio Roldán Betancur, circulait sur l’une des principales avenues de Medellín. Selon les témoignages de trois personnes, l’attentat aurait été le résultat d’une erreur des tueurs chargés d’éliminer le directeur de la police d’Antioquia, Valdemar Franklin Quintero, qui était en réalité la cible prévue et qui a été assassiné quelques semaines plus tard.
Les assassins ont préparé une voiture piégée sur l’avenida Pichincha, près du stade Atanasio Girardot. À la même heure, Roldán quittait son domicile à bord d’une Mercedes-Benz, escortée par un 4x4 et deux motos de police. Par coïncidence, le cortège de Quintero était identique. Ce dernier a toutefois emprunté un itinéraire différent de celui utilisé les jours précédents. Les assassins ont alors fait exploser l'engin en pensant viser Quintero.
L’attentat a coûté la vie au gouverneur. Toutefois, le cartel de Medellín a nié à plusieurs reprises être responsable de la mort de Roldán, affirmant que l'organisation n'avait jamais ordonné ce crime. En dehors des témoignages, il n’existe pas de preuves démontrant que le cartel a commandité ce meurtre, même par erreur. Cependant, Los Priscos ont été liés à ce crime par les autorités.

#### Attentat manqué contre Luis Carlos Galán
En 1989, à la suite de plusieurs réunions secrètes entre Pablo Escobar et Gonzalo Rodríguez Gacha "El Mexicano", le Cartel de Medellín décida et planifia l’assassinat du leader politique Luis Carlos Galán.
À cette époque, Escobar se cachait dans une finca située dans le Magdalena Medio, près de Puerto Boyacá. Une fois la décision prise d’assassiner Galán, Escobar ordonna à Jhon Jairo Velásquez, alias "Popeye", de localiser Ricardo Prisco et de l’emmener à la finca. Là-bas, Escobar remit à Prisco une carte d’identité au nom de Pacho Herrera, un membre ennemi du Cartel de Cali, afin qu’il achète un véhicule destiné à être utilisé dans l’attentat contre Galán. Par cette manœuvre, Escobar cherchait à impliquer le Cartel de Cali pour tenter de les confronter aux autorités.
Quelques jours plus tard, le 5 août de la même année, les Priscos installèrent une roquette sur un terrain vague pointant vers l’Université de Medellín où Galán devait donner une conférence, protégé par le colonel Quintero. Toutefois, une voisine alerta les autorités de la présence de personnes suspectes, et tous les assaillants parvinrent à fuir, sauf un, qui fit semblant d’uriner à l’approche de la police. Lorsque les agents lui demandèrent s’il faisait partie du groupe, il affirma être un sans-abri et avoir vu des hommes jeter des armes avant de fuir. La police le retint quelques minutes, puis le relâcha.
Plus tard, ce même homme s’introduisit dans un conduit d’eaux usées et installa une bombe au Commandement Central de la Police d’Antioquia.
L’échec de cet attentat poussa Rodríguez Gacha à organiser un nouvel attentat, qui coûta finalement la vie au leader politique le 18 août suivant à Soacha.

#### Coup final contre les Priscos
Les Priscos prirent une importance croissante au sein du Cartel de Medellín en 1990, après la mort de John Jairo Arias (Pinina), Gustavo Gaviria et Luis Fernando Gaviria (Abraham), cousin de Pablo Escobar.
Fin 1990, Armando Prisco affronta une patrouille de la Direction de Recherche Criminelle et Interpol (Dijin), et se tira une balle dans la tête. Les assaillants quittèrent les lieux et les médias annoncèrent sa mort. Cependant, son frère médecin, Conrado Antonio, l’amena à une clinique et parvint à le sauver.
Un des hommes de confiance d’Armando, pensant ce dernier mort, dépensa plusieurs millions de pesos colombiens qu’il gardait pour lui. Mais lorsque Armando se remit, il préféra collaborer avec la police pour éviter des représailles, en révélant que Prisco se remettait dans une finca de Llano Grande. Il donna aussi la localisation de Ricardo dans le quartier Conquistadores. Une fois les lieux identifiés, les généraux Miguel Maza Márquez et Octavio Vargas Silva ordonnèrent à la Force d’Élite de mobiliser 250 hommes.
Une centaine d’agents encerclèrent la Carrera 64D avec Calle 39, dans le quartier Conquistadores de Medellín (à deux pâtés de maisons de l’endroit où Gustavo Gaviria était tombé quelques mois plus tôt), et prirent d’assaut la luxueuse maison numéro 39-22.
À minuit le 22 janvier 1991, les forces de l’ordre lancèrent l’assaut. Une riposte armée et une tentative de fuite furent enregistrées depuis l’intérieur. Pour pénétrer dans la maison, les experts durent faire exploser les serrures. À l’âge de 33 ans, David Ricardo reçut dix balles tirées par la police, et mourut dans l’affrontement. Selon les autorités, il était alors considéré comme le neuvième homme en importance dans la structure du Cartel de Medellín. D’après un communiqué de Los Extraditables, David Ricardo aurait été tué devant ses enfants et sa femme enceinte.
De son côté, Vidal de Jesús Osorio Valencia, qui tenta de couvrir la fuite de David Ricardo, reçut neuf balles de mitraillette.
Le même jour, dans le hameau de Cabecera, à Llano Grande (où avait été capturé Carlos Lehder), les autorités affrontèrent un groupe armé dans une finca. Armando Prisco, qui était paralysé, y trouva la mort selon un communiqué postérieur des Extradables. Il faisait l’objet de deux mandats d’arrêt : l’un du Tribunal pénal de Medellín pour vol, et l’autre du directeur de la prison de Bellavista pour évasion.
Avec la mort des frères, le groupe des Priscos fut démantelé de facto, bien que certaines de leurs activités aient perduré quelques jours. Au moment de leur mort, ils étaient recherchés pour l’assassinat de 50 policiers et pour neuf autres meurtres.

#### Affaire Turbay
La journaliste Diana Turbay, fille de l’ancien président Julio César Turbay, se rendit le 30 août 1990 à une interview avec Manuel Pérez Martínez (El Cura Pérez) du ELN. En réalité, il s’agissait d’un piège tendu par Pablo Escobar via un membre des Priscos se faisant passer pour un porte-parole du groupe. Ainsi, Diana Turbay fut la première d’une série de personnalités enlevées pour bloquer la loi d’extradition.
Le 25 janvier 1991, une opération menée à Copacabana (Antioquia) visant à capturer Escobar se solda accidentellement par la mort de Turbay et de quatre de ses ravisseurs, dont Humberto Prisco, un parent proche des frères Prisco, chargé de sa sécurité. Diego Mauricio Lopera, un autre membre de la famille, et José Domingo Correa, désigné par le D.A.S comme membre des Priscos, périrent également.
Selon la police, Humberto Prisco fut exécuté par les narcos en représailles.
La maison de l’opération appartenait à David Ricardo Prisco, bien qu’elle fût enregistrée au nom d’un homme de paille.
Ces événements survinrent moins d’une semaine après la mort de David Ricardo, Armando Prisco et Vidal de Jesús Osorio Valencia. La journaliste Azucena Lievano, enlevée avec Turbay puis libérée, reconnut David Ricardo comme "Don Pacho", le chef du groupe et celui dont dépendait leur sort.

#### Représailles après la mort des frères Prisco
En représailles à la mort de David Ricardo et Armando Prisco, Los Extraditables planifièrent l’exécution de plusieurs otages qu’ils détenaient. Ils prévoyaient de tuer Marina Montoya, puis un autre tous les trois jours. Finalement, seule Montoya fut assassinée, Turbay mourut dans l’opération policière, et les autres otages furent libérés avant fin mai.
Marina Montoya, sœur de Germán Montoya Vélez, fut enlevée le 19 septembre 1990. Son corps fut retrouvé le 24 janvier 1991, criblé de six balles dans la tête. Le cadavre, sans papiers, fut identifié par empreintes digitales.
Elle fut enterrée comme NN avant d’être exhumée et identifiée. Les ravisseurs n’envoyèrent aucune preuve de vie ni ne formulèrent d’exigence.
Par ailleurs, Escobar ordonna l’exécution de l’informateur ayant dénoncé les Prisco et mené à Jorge Vásquez, le geôlier de Turbay. Ce délateur fut piégé et tué par balles par quinze hommes des Priscos, échappant aux forces de l’ordre arrivées juste après.

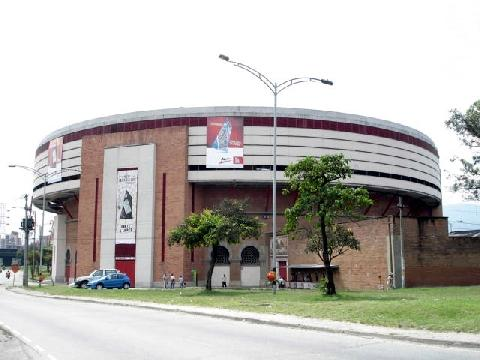
Arènes de La Macarena..

La pire des représailles survint le 16 février 1991, après une Corrida à l'Arènes de La Macarena. Un homme mandaté par Escobar fit exploser un Véhicule piégé visant un groupe de policiers en vengeance de la mort des Prisco. Le bilan initial fut de 17 morts et plus de 60 blessés. Le nombre de victimes monta ensuite à 27 (17 civils et 10 policiers).

#### El Doctor Prisco
Le médecin Conrado Antonio Prisco Lopera, cinquième frère de la famille Prisco, a été enlevé le 16 février 1991 et son corps sans vie a été retrouvé cinq jours plus tard dans un hameau de Cocorná.
Dans son livre “Operación Pablo Escobar”, le journaliste Germán Castro Caycedo révèle une conversation dans laquelle Pablo Escobar demande une faveur à un Sénateur de la République :
“J’ai besoin que vous fassiez nommer un jeune médecin comme sous-directeur dans l’un des hôpitaux de Medellín. Souvenez-vous que vous avez mené votre campagne au Sénat avec mon argent. Donnez-lui un travail immédiatement”.
Le Sénateur lui répond : “Oui monsieur, bien sûr, bien sûr. Ne vous inquiétez pas, il sera nommé immédiatement. C’est fait, ne vous en faites pas”.
Le médecin en question était Conrado Antonio Prisco, qui au moment de sa mort à l’âge de 35 ans, travaillait à l’Institut Métropolitain de Santé et, deux semaines avant son assassinat — à une date proche de celle de la mort de ses frères David et Armando —, avait été promu au Hôpital universitaire San Vicente de Paúl. Cette promotion faisait suite à la demande qu’Escobar avait adressée au Sénateur de la République.
Le médecin, diplômé de la Faculté de Médecine de l’Université d’Antioquia, avait été accusé peu avant sa mort par les services de sécurité de l’État d’appartenir à Los Priscos.
Pour sa part, le commandant de la Police Métropolitaine, Jorge Ernesto Ferrero, a assuré que Prisco ne figurait pas dans les fichiers de la police comme membre du gang Los Priscos, ni qu’il était recherché par aucune juridiction.
Plusieurs de ses proches ont nié que Conrado Prisco ait eu quoi que ce soit à voir avec les délits commis par ses frères.
Peu après, des inconnus ont assassiné un cousin de Conrado Prisco.

## Modus operandi
Los Priscos opéraient par l’intermédiaire de sous-traitants comme "Los Quesitos" ou "Los Magníficos".
Leurs opérations présentaient des caractéristiques récurrentes : implication de plusieurs personnes, tueurs à gages, utilisation de véhicules et attaques en pleine voie publique. Ils avaient également l’habitude de préparer en détail le lieu, de verser de fortes récompenses, d’anticiper une répartition dans l’iter criminis pour favoriser l’impunité, d’exécuter les assassinats avec précision, et de garantir la fuite des tueurs.
Dans tous les crimes, des armes automatiques furent utilisées, notamment des pistolets-mitrailleurs, des pistolets calibre 45 et des grenades à fragmentation. Les véhicules utilisés dans les opérations étaient achetés légalement ou loués. Ils utilisaient en général des voitures de marque Mazda et des motos Yamaha.
Pour planifier les attentats à Bogotá, les principaux membres du groupe se déplaçaient généralement en avion depuis Medellín, et logeaient dans des hôtels tels que le Dann, le Cosmos, le Bogotá Plaza et le Continental, où ils s’enregistraient avec de faux documents. Les tueurs à gages engagés par les frères Prisco se déplaçaient par voie terrestre et logeaient dans des hôtels de moindre catégorie ou dans des appartements loués.

## Membres désengagés
John Jairo Arias, alias Pinina, était un délinquant notoire au sein de l’organisation du cartel de Medellín. Il était un ancien membre de Los Priscos.
Le paramilitaire Henry de Jesús López Londoño, alias Mi Sangre, capturé en Argentine en 2012, avait été tueur à gages pour Los Priscos mais, en raison de menaces, il est passé en 1991 dans le camp de Los Pepes (‘Persécutés par Pablo Escobar’), où il fit la connaissance de Vicente Castaño et noua des liens avec la "Casa Castaño".